# Улановка (Крым)
Ула́новка (также Яникой, Джанко́й; укр. Уланівка, крымскотат. Yañıköy, Янъыкой) — исчезнувшее село в Первомайском районе Республики Крым, располагавшееся на востоке района, в степной части Крыма, примерно в 4 километрах юго-западнее современного села Еленовка.

## История
Первое документальное упоминание села встречается в «…Памятной книжке Таврической губернии на 1900 год», согласно которой в деревне Улановка Александровской волости Перекопского уезда числилось 46 жителей, домохозяйств не имеющих. По Статистическому справочнику Таврической губернии. Ч.II-я. Статистический очерк, выпуск пятый Перекопский уезд, 1915 год, на хуторе Улановка (оно же Яникой, наследников Уланова) Александровской волости Перекопского уезда числилось 3 двора с русским населением в количестве 11 человек приписных жителей.
После установления в Крыму Советской власти и учреждения 18 октября 1921 года Крымской АССР, в составе Джанкойского уезда был образован Курманский район, в состав которого включили село. В 1922 году уезды получили название округов. 11 октября 1923 года, согласно постановлению ВЦИК, в административное деление Крымской АССР были внесены изменения, в результате которых был ликвидирован Курманский район и село включили в состав Джанкойского. Согласно Списку населённых пунктов Крымской АССР по Всесоюзной переписи 17 декабря 1926 года, в селе Улановка, Акчоринского (русского) сельсовета Джанкойского района, числилось 13 дворов, из них 12 крестьянских, население составляло 68 человек, из них 55 русских, 7 украинцев, 4 немца, 2 записаны в графе «прочие». В последний раз Улановка встречается на карте 1931 года (как Джанкой обозначено на карте генштаба РККА 1941 года, но для неё за картооснову, в основном, были взяты топографические карты Крыма масштаба 1:84000 1920 года и 1:21000 1912 года).